# Anna Brewster
Anna Brewster est une actrice britannique née à Birmingham en Angleterre le 1er janvier 1986.

## Biographie
Mannequin et actrice, Anna Brewster est originaire de Moseley, Birmingham. Elle s'est formée comme actrice à la Birmingham School of Speech and Drama. Elle a joué dans divers films anglais et participé aux séries télévisées The Tudors et Luther. De 2015 jusqu'à 2018, elle interpreta le rôle de Mme de Montespan dans la série Versailles (Canal+).

## Filmographie

### Cinéma
- 2002 : Anita & Me : Anita Rutter
- 2005 : Madame Henderson présente : Doris
- 2010 : The Reeds : Laura
- 2015 : Star Wars, épisode VII : Le Réveil de la Force : Bazine Netal
- 2020 : The Last Days of American Crime d'Olivier Megaton : Shelby Dupree
- 2020 : LX 2048 de Guy Moshe : Reena Bird

### Télévision
- 2007 : Les Tudors : Anna Buckingham (2 épisodes)
- 2007 : Katy Brand's Big Ass Show (1 épisode)
- 2007 : Nearly Famous : Kate Ryman (6 épisodes)
- 2009 : The Royal : Cynthia Grant (1 épisode)
- 2010 : Material Girl : Lydia Kane (6 épisodes)
- 2010 : Archaeology. Court métrage
- 2011 : Luther : Abby (1 épisode)
- 2012 : Me and Mrs Jones : Lisa (1 épisode)
- 2013 : Affaires non classées : Deana Collier (2 épisodes)
- 2014 : Only Human : Danielle Lang
- 2015-2018 : Versailles : Athénaïs de Montespan (principale - 2 saisons, régulière - saison 3)